# Двойник (роман Хайнлайна)
«Двойная звезда» (англ. Double Star), или, в других вариантах русского перевода, «Двойник», «Мастер перевоплощений», «Звёздный двойник» — научно-фантастический роман американского писателя Роберта Хайнлайна 1956 года.

## Сюжет
Актёра Лоуренса Смита (англ. Lawrence Smith, сценическое имя Лоренцо Смайт, англ. Lorenzo Smythe) временно нанимают на роль двойника известного политика Джона Джозефа Бонфорта, который был тайно похищен конкурирующей политической партией. Щепетильность ситуации заключается в том, что Бонфорт вскоре должен пройти торжественное принятие в члены семьи-клана марсиан — церемонию, единственным оправданием отсутствия на которой является смерть; отсутствие Бонфорта на церемонии приведёт к дипломатическому скандалу между марсианами и людьми и, вероятно, войне. Чтобы избежать этого, Лоренцо приходится выступать в роли Бонфорта на этой церемонии, а в дальнейшем — давать пресс-конференции и выступать на официальных мероприятиях. Лоренцо оказывается настолько талантлив, что его смог разоблачить только император Земли во время личной аудиенции, поскольку актёра выдало незнание некоторых деталей, известных только императору и настоящему Бонфорту. Однако, узнав о причинах, вызвавших необходимость подмены, император предпочитает оставить всё в тайне. В процессе исполнения роли Лоренцо учится сам писать речи в стиле Бонфорта и преуспевает в этом.
Пока двойник играл свою роль, был найден сам Бонфорт, но в таком плохом состоянии, что Лоренцо пришлось продолжить играть его роль в ходе предвыборной гонки. Один из членов команды Бонфорта переходит на сторону его противников и пытается разоблачить Лоренцо, но соратники Бонфорта предполагали возможность предательства и предприняли необходимые меры.
Сразу после объявления о победе партии Бонфорт умирает, и Лоренцо занимает его место, так как, имея безоговорочную поддержку команды умершего политика и проникнувшись его политическими идеями, ничем не уступает ему и в политическом таланте.

## Публикации и награды
Роман впервые опубликован в журнале Astounding Science Fiction в номерах с февраля по апрель 1956 года. С начала 1990-х годов роман 10 раз переводился на русский язык. Чаще всего издаётся совместный перевод В. П. Ковалевского и Н. П. Штуцер.
В 1957 году роман получил премию Хьюго как лучший роман предыдущего года.